# Emrah Kaman
Emrah Kaman (* 5. August 1985 in Ankara) ist ein türkischer Schauspieler und Drehbuchautor.

## Biografie
Kaman wurde am 5. August 1985 in Ankara geboren. Er studierte an der Technischen Universität Yıldız. 2010 schrieb er das Drehbuch für die Serie Güneydoğudan Öyküler Önce Vatan. Anschließend war er 2012 für den Film İbret-i Ailem dizisinin als Drehbuchautor zuständig.
Zwischen 2014 und 2015 spielte Kaman zwei Staffeln lang die Hauptrolle in der Fernsehserie Kardeş Payı.  Außerdem war er 2016 in Kaçma Birader zu sehen. Unter anderem wurde er 2017 für den Film Deli Aşk gecastet. 2020 bekam er in Aile Şirketi die Hauptrolle.

## Filmografie

### Filme
- 2014: Hadi İnşallah
- 2016: Kaçma Birader
- 2017: Deli Aşk
- 2023: Üçlü Pürüz

### Serien
- 2010: Güneydoğudan Öyküler Önce Vatan
- 2012: İbret-i Ailem
- 2014–2015: Kardeş Payı
- 2021: Adım Başı Kafe
- 2020: Aile Şirketi